# Zeit der Frühlings- und Herbstannalen
Die Zeit der Frühlings- und Herbstannalen (chinesisch 春秋時代 / 春秋时代, Pinyin Chūnqiū Shídài) ist die Bezeichnung für eine Periode der chinesischen Geschichte. Sie bezieht sich auf die Existenz von Reichsannalen im Herzogtum Lu (in Shandong) für die Jahre 722 bis 481 v. Chr. und ist nach dem Titel dieser Annalen (春秋,  Chūnqiū – „Frühling und Herbst“) benannt.

## Entwicklung der Produktivkräfte
In dieser Periode begann ein Prozess, der sich in der Zhanguo-Zeit voll entfaltete und zu einer Neuordnung der Produktions- und Eigentumsverhältnisse führte:
- die Ausbreitung und Verwendung eiserner Produktionsgeräte in Landwirtschaft und Handwerk, durch die eine intensivere Bearbeitung des Bodens und Urbarmachung von Brachland ermöglicht wurde.
- die Erfindung des von Rindern gezogenen Pfluges (und damit die Ablösung der zuvor benutzten Grabgabeln und Hacken).
- die Einrichtung künstlicher Bewässerungsvorrichtungen.

Die Entwicklung der Produktivkräfte führte zur Steigerung der Produktion, einer Spezifizierung der Produkte und dem Wachstum des gesellschaftlichen Reichtums.

## Vom Gesamteigentum an Boden zum privaten Grundbesitz
In der Westlichen Zhou-Zeit (11. Jahrhundert bis 771 v. Chr.) war nominell der König (王,  wáng) Eigentümer von Grund und Boden. In der Chunqiu-Zeit vollzog sich der Übergang zum privaten Bodeneigentum. Im 6. Jahrhundert begann die Einzelbewirtschaftung der Felder, welche in der Folge besteuert wurde: zum ersten Mal 594 v. Chr. in Lu.

## Soziale Differenzierung
Es bildete sich eine nicht adlige Oberschicht in den Dorfgemeinden ebenso wie eine von der Aristokratie unabhängige Schicht von Kaufleuten. Im handwerklichen Gewerbe schritt die Differenzierung voran und es entstand – im Unterschied zu der für die Höfe produzierenden – eine Schicht selbstständiger Handwerker.

## Zerfall der alten politischen Ordnung
Nominell herrschte in China noch die Zhou-Dynastie (11. Jahrhundert bis 256 v. Chr.), faktisch aber nahm die Bedeutung des Hauses Zhou 周 seit dem 8. Jahrhundert v. Chr. zusehends ab.
Anstelle des Königshauses erstarkten die Territorialherrscher, von denen einzelne Mächtige eine große Anzahl kleinerer Territorialherrscher kontrollierten. Unter den größten Territorialherrschern, die sich gegenseitig die Macht streitig machten, befanden sich auch die sogenannten Fünf Hegemonen (春秋五霸).
Die Territorialherrscher gaben allmählich das System der Erhebung von Tributen zugunsten der Festlegung von Steuerzahlungen und Dienstleistungen auf. Im Zuge dieser Entwicklung verließen zahlreiche Bauern ihre Dörfer und suchten sich im Niemandsland oder in Gebieten fremder Territorialherrscher eine neue Existenz.
Das alte Sippensystem und die Adelsethik der West-Zhou-Zeit wurde nach und nach zersetzt und neue ethische Systeme entwickelt. Die Ideen der konfuzianischen, legistischen, mohistischen Schulen kennzeichnen diesen Wendepunkt in der geistigen Entwicklung.

## Liste von Staaten und ihrer Hauptstädte (Auswahl)
Das Zuozhuan nennt insgesamt 148 Staaten für diese Epoche. Diese Quelle ist damit die vermutlich vollständigste, insgesamt lassen sich jedoch etwas mehr als 200 Staaten ermitteln, welche sich aber häufig auf nur kleine Territorien beschränkten. Die Fünf Hegemonen rekrutierten sich aus sieben Staaten (in der Liste unten rot hinterlegt); weitere neun Staaten werden im Rückblick als sehr bedeutend betrachtet (fett markiert), noch einmal weitere 22 Staaten waren ebenfalls von einiger Bedeutung. Ein Großteil der Staaten überstand diese Periode nicht, sondern wurde von Rivalen annektiert.
| Name                                                                     | Chinesisch (Trad./Simp.) | Hauptstädte | Etabliert                                                       | Aufgelöst                                   |
| ------------------------------------------------------------------------ | ------------------------ | --- | --------------------------------------------------------------- | ------------------------------------------- |
| Bā                                                                       | 巴                       | Yíchéng (夷城) Píngdū (平都) Zhǐ (枳) Jīangzhōu (江州) Diànjīang (垫江) Lánzhōng (閬中/阆中)                                                                        | unbek.                                                          | 316 v. Chr.                                 |
| Cài                                                                      | 蔡                       | Shàngcài (上蔡) Xīncài (新蔡) Xiàcài (下蔡) | vor 1043 v. Chr.                                                | 447 v. Chr.                                 |
| Cáo                                                                      | 曹                       | Táoqiū (陶丘) | vor 1043 v. Chr.                                                | 487 v. Chr.                                 |
| Chao                                                                     | 巢                       | Chaohu oder nahe Huainan | vor 1046 v. Chr.                                                | ca. 580 v. Chr.                             |
| Chén                                                                     | 陳 / 陈                  | Wǎnqiū (宛丘) | ca. 1046 v. Chr.                                                | 479 v. Chr.                                 |
| Chéng                                                                    | 郕                       | (Westliche Zhou-Periode 1066 – 770 v. Chr.) In der Nähe der Zhou-Hauptstadt Haojing 郕 (Chéng), Shandong                                                            | ca. 1100 v. Chr.                                                | unbek.                                      |
| Chǔ                                                                      | 楚                       | Dānyáng（丹陽/丹阳）ca. 1030 – ca. 680 v. Chr. Yǐng (郢) c.680 – 278 v. Chr. Chén (陳/陈) 278 – 241 v. Chr. Shòuchūn (壽春/寿春) from 241 – 224 v. Chr.             | ca. 1030 v. Chr.                                                | 223 v. Chr.                                 |
| Dào                                                                      | 道                       | Dào (wahrscheinlich nördlich vom heutigen Quèshān, Henan oder südlich von Xī, Henan)                                                                                | unbek.                                                          | unbek.                                      |
| Dèng                                                                     | 鄧 / 邓                  | Dèngzhōu, Henan oder Xiāngyáng, Hubei | ca. 1200 v. Chr.                                                | 678 v. Chr.                                 |
| Dōng Guó (Eastern Guo)                                                   | 東虢 / 东虢              | unbek. | 1046 v. Chr.                                                    | 767 v. Chr.                                 |
| È                                                                        | 鄂                       | Xiangning, Shanxi; Nanyang, Henan; Ezhou, Hubei | ca. 1200 v. Chr.                                                | 863 v. Chr.                                 |
| Guăn                                                                     | 管                       | Guancheng, Zhengzhou | 1046 v. Chr.                                                    | 1040 v. Chr.                                |
| Han                                                                      | 韓 / 韩                  | Xinzheng (新鄭 / 新郑) | ca. 11. Jh. v. Chr.                                             | ca. 8. Jh. v. Chr.                          |
| Huá                                                                      | 滑                       | Fèi (費 / 费) | unbek.                                                          | 627 v. Chr.                                 |
| Jǐ                                                                       | 紀 / 纪                  | Ji (紀/纪), südlich von Shouguang gelegen, Shandong | unbek.                                                          | 690 v. Chr.                                 |
| Jìn                                                                      | 晉 / 晋                  | zuerst Táng (唐), umbenanntes Jìnyáng (晉陽/晋阳) Qǔwò (曲沃) Jiàng (絳) auch bekannt als Yì (翼) Xīntián (新田), umbenanntes Xīnjiàng (新絳/新绛)                  | 11. Jh. v. Chr.                                                 | 376 v. Chr.                                 |
| Jǔ                                                                       | 莒                       | Jiegen (介根), südwestlich vom heutigen Jiaozhou, Shandong Ju (莒), heutiges Ju, Shandong                                                                           | 11. Jh. v. Chr.                                                 | 431 v. Chr.                                 |
| Lái                                                                      | 莱 / 萊                  | Changle (昌樂), heutiges Changle, Shandong | 11. Jh. v. Chr.                                                 | 567 v. Chr.                                 |
| Liáng                                                                    | 梁                       | Hánchéng (韓城) | unbek.                                                          | 641 v. Chr.                                 |
| Liǎo (1.)                                                                | 蓼 oder 廖 oder 飂       | Tanghe (唐河縣), Henan | unbek.                                                          | unbek.                                      |
| Liǎo (2.)                                                                | 蓼 oder 繆蓼/缪蓼        | Liao, nordöstlich von Gushi (固始縣), Henan | unbek.                                                          | 622 v. Chr.                                 |
| Lǔ                                                                       | 魯 / 鲁                  | Lǔshān (魯山), Henan Yǎnchéng (奄城) Qǔfù (曲阜) | 11. Jh. v. Chr.                                                 | 256 v. Chr.                                 |
| Lǚ                                                                       | 呂 / 吕                  | westlich vom heutigen Nanyang, Henan | unbek.                                                          | frühe Zeit der Frühlings- und Herbstannalen |
| Pī                                                                       | 邳                       | Xuecheng (薛城), 30 km südlich von Tengzhou, Shandong Lower Pi (下邳), nordöstlich von Pizhou, Shandong Upper Pi (上邳), westlich von Xuecheng, Zaozhuang, Shandong | 11. Jh. v. Chr.                                                 | unbek.                                      |
| Qí                                                                       | 齊 / 齐                  | Yíngqiū (臨淄 / 临淄) | 1046 v. Chr.                                                    | 221 v. Chr.                                 |
| Qǐ                                                                       | 杞                       | Qǐ (杞) | 16. Jh. v. Chr.                                                 | 445 v. Chr.                                 |
| Qín                                                                      | 秦                       | Xīchuí (西垂) Yōng (雍) ? – 350 v. Chr. Xiányáng (咸陽 / 咸阳) 350 – 206 v. Chr.                                                                                    | 9. Jh. v. Chr.                                                  | 206 v. Chr.                                 |
| Quán                                                                     | 權 / 权                  | südlich von Dangyang, Hubei | unbek.                                                          | 704 v. Chr.                                 |
| Ruò                                                                      | 鄀                       | Shāngruò (上鄀)/Shāngmì (商密), Henan Xìaruò (下鄀), Hubei | unbek.                                                          | unbek.                                      |
| Shēn                                                                     | 申                       | Nányáng (南陽/南阳), Henan | unbek.                                                          | zwischen 688 und 680 v. Chr.                |
| Shěn                                                                     | 沈                       | Shěn (沈) | unbek., frühe Westliche Zhou-Dynastie                           | ca. 500 v. Chr.                             |
| Shǔ                                                                      | 蜀                       | wahrscheinlich Sānxīngduī (三星堆) | vor 1046 v. Chr.                                                | 316 v. Chr.                                 |
| Sòng                                                                     | 宋                       | Shāngqiū (商丘) | 11. Jh. v. Chr.                                                 | 286 v. Chr.                                 |
| Suí                                                                      | 隨 / 随                  | Suízhōu (隨州 / 随州) | frühe Zeit der Frühlings- und Herbstannalen                     | unbek.                                      |
| Tan                                                                      | 郯                       | Tanguo gucheng (郯国故城) | vor 1043 v. Chr.                                                | 414                                         |
| Téng                                                                     | 滕                       | Téng (滕) | vor 1043 v. Chr.                                                | Mitte 4. Jh. v. Chr.                        |
| Wèi (Wey) ≠ Wei                                                          | 衛 / 卫                  | zuerst Zhāogē 朝歌 Cáo (曹), Henan Chǔqiū (楚丘) Dìqiū (帝丘) Yěwáng (野王)                                                                                         | 11. Jh. v. Chr.                                                 | 209 v. Chr.                                 |
| Wú                                                                       | 吳 / 吴                  | Gūsū 姑蘇 / 姑苏 | 11. Jh. v. Chr.                                                 | 473 v. Chr.                                 |
| Xī                                                                       | 息                       | Xī (息縣/息县), Henan | 1122 v. Chr.                                                    | zwischen 684 und 680 v. Chr.                |
| Xī Guó (Westliches Guo)                                                  | 西虢                     | Yōngdì (雍地) Shàngyáng (上陽/上阳) Xiàyáng (下陽/下阳) | 1046 v. Chr.                                                    | 687 v. Chr.                                 |
| Xian                                                                     | 弦                       | Xian, heutiges Qishui (蘄水), Huangzhou | unbek.                                                          | 655 v. Chr.                                 |
| Xíng                                                                     | 邢                       | heutiges Xingtai (邢臺/邢台) | 11. Jh. v. Chr.                                                 | 632 v. Chr.                                 |
| Xú                                                                       | 徐                       | Tangcheng (郯城) | ca. 20. Jh. v. Chr.                                             | 512 v. Chr.                                 |
| Xǔ                                                                       | 許 / 许 (oder 鄦)        | Xǔ (許/许 oder 鄦) Yè (葉/叶) Báiyǔ (白羽) Róngchéng, Henan (容城)                                                                                                  | ca. 11. Jh. v. Chr.                                             | ca. 5. Jh. v. Chr.                          |
| Yān                                                                      | 燕                       | Jì (薊 / 蓟) | 11. Jh. v. Chr.                                                 | 222 v. Chr.                                 |
| Yuè                                                                      | 越                       | Kuàjī (會稽 / 会稽) 489 – 468 v. Chr. Lángyá (琅琊) 468 – 379 v. Chr. Wú (吳 / 吴) 379 – 334 v. Chr. Kuàjī (會稽/会稽) 333 – 306 v. Chr.                            | ca. 11. Jh. v. Chr. (38 Generationen vor König Goujian von Yue) | 306 v. Chr.                                 |
| Zhèng                                                                    | 鄭 / 郑                  | Zhèng, Henan (鄭/郑) Xìnzhèng (新鄭 / 新郑) | 806 v. Chr.                                                     | 375 v. Chr.                                 |
| Zhōngshān                                                                | 中山                     | Lingshou, Hebei | 6. Jh. v. Chr.                                                  | 325 v. Chr.                                 |
| Zhoulai                                                                  | 州來                     | Zhoulai (州來), Fengtai, Anhui | 8. Jh. v. Chr.                                                  | 528 v. Chr.                                 |
| Zōu oder Zhū                                                             | 鄒 / 邹 oder 邾          | Zhū (邾), südöstlich vom heutigen Qufu, Shandong Zōu (鄒/邹), südöstlich vom heutigen Zoucheng, Shandong                                                            | 11. Jh. v. Chr.                                                 | 4. Jh. v. Chr.                              |
| Hinweis: Hauptstädte werden in ihrer historischen Reihenfolge angezeigt. |                          | |                                                                 |                                             |